# Ủy ban Olympic Syria
Ủy ban Olympic Syria (tiếng Ả Rập: اللجنة الأولمبية السورية) là ủy ban Olympic quốc gia của Syria thuộc phong trào Olympic. Đây là một tổ chức phi lợi nhuận nhằm lựa chọn các vận động viên và đội tuyển đại diện cho quốc gia, đồng thời gây quỹ để gửi đến các sự kiện thể thao Thế vận hội do Ủy ban Olympic Quốc tế (IOC) tổ chức.

## Lịch sử
Ủy ban Olympic Syria được thành lập vào năm 1948. Mowaffak Joumaa từng là chủ tịch của tổ chức này và cả của Tổng Liên đoàn Thể thao Syria từ năm 2010 đến năm 2020, sau đó ông đã trở thành chủ tịch danh dự, người đã kế nhiệm ông là Feras Mouala, người giữ chức Tổng thư ký của Ủy ban từ năm 2010 đến năm 2019.

## Các đời chủ tịch
Dưới đây là danh sách các chủ tịch của Ủy ban Olympic Syria cũng như của Tổng Liên đoàn Thể thao Syria kể từ năm 1995 cho đến nay.
| Chủ tịch          | Thời gian        |
| ----------------- | ---------------- |
| Nouri Barakat     | 1995–2002        |
| Kamal Taha        | 2003–2005        |
| Fayssal Al Bassri | 2005–2009        |
| Farouk Bouzo      | 2009 (tạm quyền) |
| Mowaffak Joumaa   | 2010–2020        |
| Feras Mouala      | 2020–nay         |